# Pipo Derani
Luís Felipe Derani (São Paulo; 12 de octubre de 1993), más conocido como Pipo Derani, es un piloto de automovilismo brasileño. Actualmente compite en carreras de resistencia, en donde fue ganador de las 24 Horas de Daytona 2016 y de las 12 Horas de Sebring 2016 y 2018. Es hijo de Walter Derani y hermano de Rafael Derani, ambos pilotos.

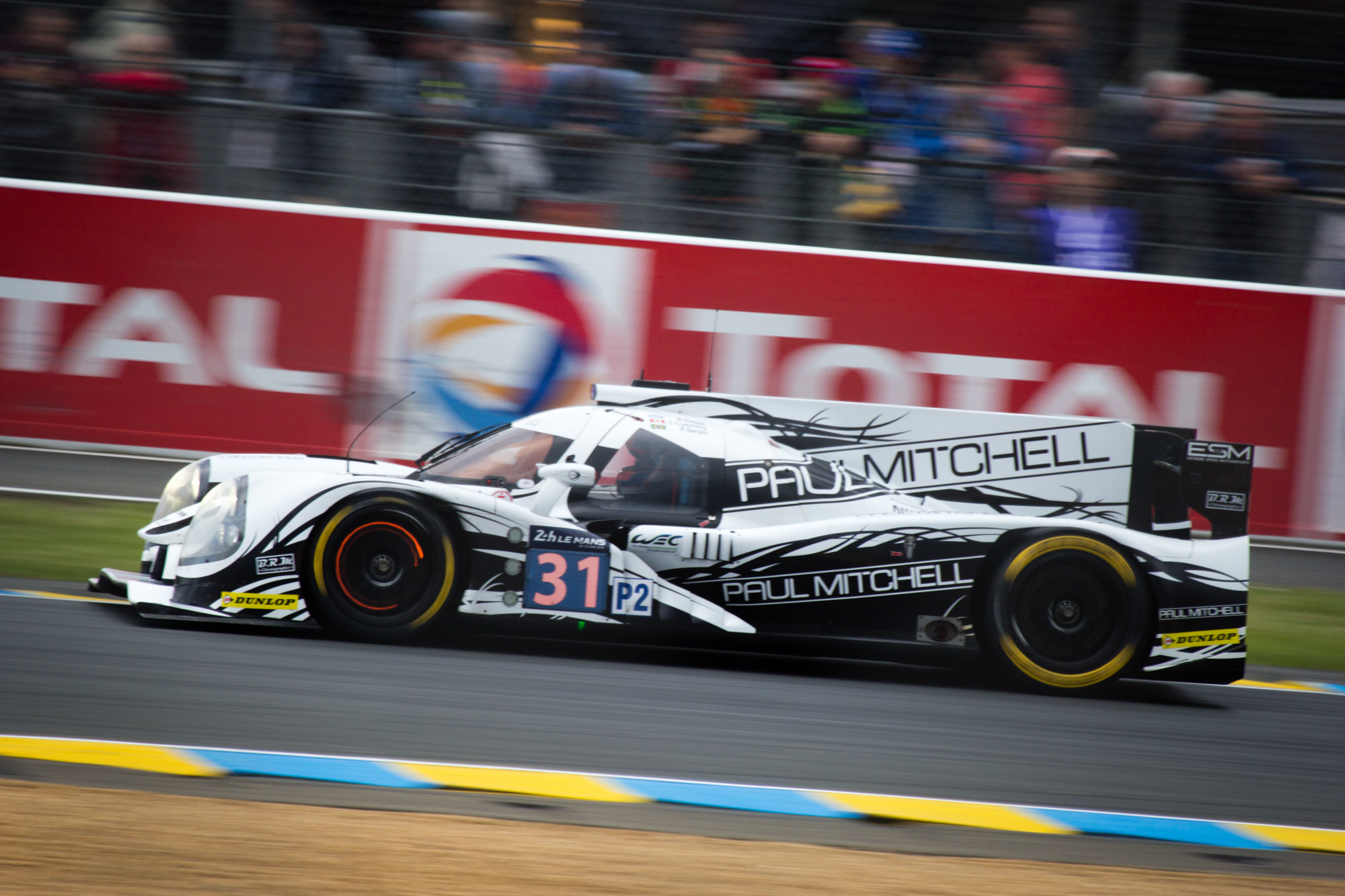
Ligier-Nissan de Derani durante las 24 Horas de Le Mans 2016.

## Carrera deportiva
Derani hizo su debut en karting en 2003, cuando tenía diez años de edad. En 2005 fue vencedor del Campeonato Junior de São Paulo y en 2007 resultó segundo en el Campeonato Europeo de KF3.
Derani dio el salto a las fórmulas promocionales disputando la Copa de Europa del Norte de Fórmula Renault 2.0 con Motopark Academy en 2009. Logró dos podios y puntuó en 13 carreras en total para terminar séptimo en el campeonato.
En 2010, Derani pasó a la Fórmula 3 Alemana con Motopark Academy, en donde no consiguió podios y terminó décimo en el campeonato. En 2011 Derani fue a la Fórmula 3 Británica con el equipo Double R Racing, finalizando 15º en el campeonato con un podio. Además también participó del Abierto de Brasil de Fórmula 3 y en el Masters de Fórmula 3.
Derani siguió en la categoría el año siguiente pero cambiando de equipo, ahora con Fortec Motorsport. Mejoró para ser octavo en el campeonato, capturando dos victorias y cinco podios. También corrió en tres carreras de la Fórmula 3 Euro Series y finalizó sexto en el Gran Premio de Macao. En 2013 Derani siguió con Fortec pero para participar de la Fórmula 3 Europea donde finalizó octavo con tres podios.
Empezó el 2014 compitiendo en las seis primeras carreras de la Pro Mazda donde obtuvo un tercer lugar y dos cuartos. Después de su paso por la Pro Mazda, Derani corrió las últimas dos rondas de la European Le Mans Series con un Oreca-Nissan, en la que logró un tercer lugar.
En 2015 se convirtió en piloto de G-Drive en el Campeonato Mundial de Resistencia. Teniendo como compañeros de butaca a Gustavo Yacamán y Ricardo González, obtuvo un triunfo, un segundo lugar y cinco terceros para terminar sextos en el campeonato de la clase LMP2.
Al año siguiente fue contratado por Extreme Speed Motorsports para disputar el Mundial de Resistencia, donde consiguió cuatro podios y resultó octavo en el campeonato. También disputó las carreras más largas de la IMSA SportsCar Championship para ese mismo equipo, en donde ganó las 24 Horas de Daytona y las 12 Horas de Sebring y resultó segundo en la Petit Le Mans. Además terminó 40.º en las 24 Horas de Spa con un McLaren 650S de Garage 56.
En 2017 Derani disputó siete fechas del IMSA SportsCar Championship, alternando entre los dos Ligier Nissan DPi de Extreme Speed. El piloto triunfó en Road America, resultó cuarto en las 24 Horas de Daytona y Petit Le Mans, y terminó 15º en el campeonato de pilotos. Por otro lado corrió las primeras tres carreras en el Mundial de Resistencia como piloto oficial de Ford. Con un Ford GT de clase GTE-Pro, ganó en Silverstone y salió segundo en las 24 Horas de Le Mans. Tambíén logró un cuarto puesto en la clase LMP2 en las 6 Hora de Nürburgring, con un Oreca Gibson de Rebellion.
El brasileño se convirtió en piloto titular de Extreme Speed para la temporada 2018 del IMSA SportsCar Championship, contando como compañero de butaca a Johannes van Overbeek durante la mayoría de las carreras. Triunfó en las 12 Horas de Sebring y en Laguna Seca, pero padeció cuatro abandonos con su Ligier Nissan, quedando 16º en el campeonato de pilotos de la clase Prototipos y noveno en el campeonato de equipos. Además disputó las 24 Horas de Le Mans para AF Corse con una Ferrari 488 junto a Toni Vilander y Antonio Giovinazzi, finalizando quinto en la clase GTE-Pro.
En 2019, Derani siguió participando en el Campeonato IMSA, con un 5° lugar en las 24h de Daytona 2019, y con la victoria en las 12h de Sebring 2019.

## Resultados

### Campeonato Mundial de Resistencia de la FIA
(Clave) (negrita indica pole position) (cursiva indica vuelta rápida)

| Año  | Escudería                 | Clase     | Automóvil               | 1   | 2   | 3   | 4   | 5   | 6   | 7   | 8   | 9   | Pos. | Puntos | Ref.  |
| ---- | ------------------------- | --------- | ----------------------- | --- | --- | --- | --- | --- | --- | --- | --- | --- | ---- | ------ | ----- |
| 2015 | G-Drive Racing            | LMP2      | Ligier JS P2-Nissan     | SIL | SPA | LMS | NÜR | COA | FUJ | SHA | BHR |     | 3.º  | 134    | [ 1 ] |
| 2015 | G-Drive Racing            | LMP2      | Ligier JS P2-Nissan     | 2   | 1   | 3   | 3   | 3   | 3   | Ret | 3   |     | 3.º  | 134    | [ 1 ] |
| 2016 | Extreme Speed Motorsports | LMP2      | Ligier JS P2-Nissan     | SIL | SPA | LMS | NÜR | MEX | COA | FUJ | SHA | BHR | 4.º  | 116    | [ 2 ] |
| 2016 | Extreme Speed Motorsports | LMP2      | Ligier JS P2-Nissan     | 2   | 2   | 8   | 3   | 3   | 5   | 5   | 5   | 4   | 4.º  | 116    | [ 2 ] |
| 2017 |                           |           |                         | SIL | SPA | LMS | NÜR | MEX | COA | FUJ | SHA | BHR |      |        |       |
| 2017 | Ford Chip Ganassi Team UK | LMGTE Pro | Ford GT                 | 1   | 4   | 2   |     |     |     |     |     |     | 10.º | 74     | [ 3 ] |
| 2017 | Vaillante Rebellion       | LMP2      | Oreca 07-Gibson         |     |     |     | 4   |     |     |     |     |     | 23.º | 12     | [ 4 ] |
| 2021 | Glickenhaus Racing        | LMH       | Glickenhaus SCG 007 LMH | SPA | POR | MNZ | LMS | BHR | BHR |     |     |     | 7.º  | 24     |       |
| 2021 | Glickenhaus Racing        | LMH       | Glickenhaus SCG 007 LMH |     |     | Ret | 4   |     |     |     |     |     | 7.º  | 24     |       |
| 2022 | Glickenhaus Racing        | LMH       | Glickenhaus SCG 007 LMH | SEB | SPA | LMS | MNZ | FUJ | BHR |     |     |     | 8.º  | 16     |       |
| 2022 | Glickenhaus Racing        | LMH       | Glickenhaus SCG 007 LMH | 3   |     |     |     |     |     |     |     |     | 8.º  | 16     |       |